# Реакція Фогеса-Проскауера
Реакція Фогеса-Проскауера (англ. Voges–Proskauer test, VP test) — біохімічний тест для ідентифікації бактерій родини Enterobacteriaceae та деяких інших родів, таких як Staphylococcus.